# فالفيردي
فالفيردي (بالإيطالية: Valverde)‏ هي بلدة تقع في مقاطعة كاتانيا في صقلية في إيطاليا .

## السكان
في سنة 1861 بلغ عدد السكان 844 نسمة، وتطور العدد ليصل في سنة 2011 لـ 7٬714 نسمة.
يظهر هذا المخطط البياني تطور النمو السكاني لـ فالفيردي